# François Moysant
François Moysant, né le 23 mars 1735 à Audrieu et mort le 3 août 1813 à Caen, est un religieux eudiste, lexicographe et bibliothécaire français.

## Biographie
Moysant fit de brillantes études sous la direction des jésuites au collège du Mont. Les jésuites voulurent l’admettre dans leur société, mais il préféra la congrégation des eudistes. Ceux-ci le chargèrent de professer la grammaire et, bientôt après, la rhétorique, au collège de Lisieux. La faiblesse de sa complexion l’ayant forcé d’abandonner ces pénibles fonctions, Moysant se rendit à Paris, où il étudia la médecine pendant six années. Ces travaux ne l’empêchèrent pas de s’occuper également de littérature et il fournit plusieurs articles au grand Vocabulaire français, Paris, 1767, 50 vol. in-4°.
Il accepta la chaire de rhétorique dans l'ancien collège des Jésuites en 1763, année où celui-ci fut réincorporé à l’université de Caen. Ayant obtenu, en 1764, à la faculté de médecine de Caen, le grade de docteur, il donna, conjointement avec A.-F.-Thomas Le Vacher de la Feutrie, E. de La Marcellerie, le Dictionnaire de chirurgie, Paris, 1767, 2 vol. in-8°.
En 1786, il fut nommé conservateur de la bibliothèque de Caen. Lors de la Révolution, il fut chargé de la surveillance des bibliothèques des établissements religieux supprimés. En désaccord avec l'évolution des évènements, il décida ensuite d'émigrer et alla s’installer à Londres. Tourmenté du désir de revoir sa patrie, il s’empressa de profiter de l’amnistie qui fut accordée aux émigrés, et retourna à Caen au mois d’août 1802. Il fut chargé de réorganiser la bibliothèque de cette ville et était encore à la tête de ce dépôt littéraire à l’époque de sa mort.
Moysant possédait de vastes connaissances en bibliographie. Chandon lui dut plus d’un volume d’augmentations de son Dictionnaire historique des auteurs ecclésiastiques, renfermant la vie des Pères et des Docteurs de l’Église, et Barbier, dans son Dictionnaire des anonymes, a convenu qu’il lui avait de grandes obligations.
Une Notice historique sur sa vie a été publiée par son neveu, J.-B. Hébert, 1814, in-8°.

## Publications
- Prospectus d’un cours public et gratuit de belles-lettres françaises, Caen, 1761, in-4° ;
- Dictionnaire de chirurgie, avec Vacher et La Maullerie, Paris, 1767, 2 vol. in-8° ;
- In felices nuptias Ludovici Augusti Galliarurn Delphini, 1770, in-4° ;
- Recherches historiques sur fa fondation du collège de Notre-Dame de Bayeux, 1783, in-4° ;
- Bibliothèque des écrivains français, Londres, 1800, 4 vol. in-8° ;On trouve à la fin un Dictionnaire portatif anglais-français.